# Dwóch papieży
Dwóch papieży (ang. The Two Popes) – film fabularny z 2019 roku w reżyserii Fernando Meirellesa, zrealizowany w koprodukcji brytyjsko-włosko-amerykańskiej. Stanowi ekranizację sztuki teatralnej The Pope z 2017 roku. Adaptacji scenariuszowej dokonał sam autor sztuki Anthony McCarten.
Film stanowi fikcyjną, choć inspirowaną prawdziwymi wydarzeniami i czerpiącą z dorobku teologicznego obu bohaterów, opowieść o zmieniających się na przestrzeni lat relacjach kardynałów Josepha Ratzingera (papieża Benedykta XVI) i Jorge Bergoglio (papieża Franciszka).

## Opis fabuły
Główna oś fabuły ukazuje kilka spotkań obu głównych bohaterów, począwszy od konklawe w 2005 roku, podczas którego kard. Ratzinger został wybrany papieżem, aż do 2014 roku, gdy emerytowanego już wówczas Benedykta XVI odwiedza jego następca, papież Franciszek (dawniej kardynał Bergoglio), aby obejrzeć wspólnie finałowy mecz mistrzostw świata w piłce nożnej między Argentyną i Niemcami, czyli krajami ich pochodzenia. Początkowo ich relacje są niezwykle chłodne, co wynika z fundamentalnych różnic zarówno teologicznych, jak i w sposobie bycia obu hierarchów. Z czasem zaczynają coraz bardziej się rozumieć i wzajemnie doceniać, co prowadzi do tego, iż Bergoglio staje się preferowanym następcą dla noszącego się z zamiarem abdykacji papieża Benedykta. 

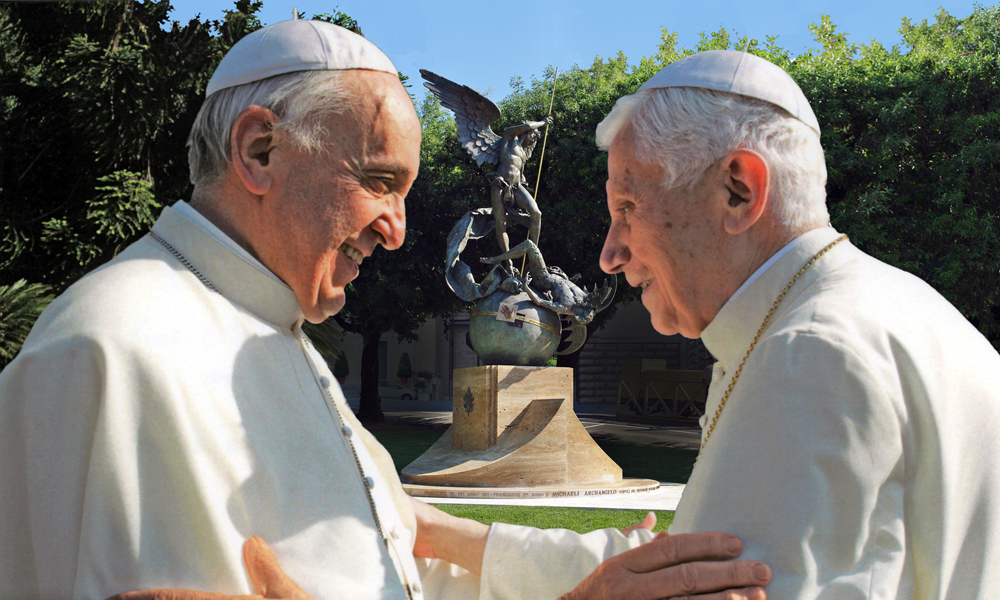
Papież Franciszek i papież senior Benedykt XVI podczas uroczystości odsłonięcia pomnika Michała Archanioła przed budynkiem gubernatorstwa Państwa Watykańskiego w dniu 5 lipca 2013

Korzystając z retrospekcji, film porusza również kilka wątków z wcześniejszej biografii papieża Franciszka, w szczególności odnalezienie przez niego powołania do kapłaństwa, a także, stanowiącą szczególnie kontrowersyjną część jego życia, kwestię jego relacji z rządzącą w Argentynie w latach 70. juntą wojskową.

## Obsada
- Jonathan Pryce jako kardynał Jorge Bergoglio / papież Franciszek
- Anthony Hopkins jako kardynał Joseph Ratzinger / papież Benedykt XVI
- Juan Minujín jako młody Jorge Bergoglio
- Lisandro Fiks jako ojciec Franz Jalics
- Sidney Cole jako kardynał Peter Turkson
- Maria Ucedo jako Esther Ballestrino

## Produkcja i dystrybucja
Film od początku procesu produkcji był realizowany przede wszystkim z myślą o dystrybucji za pośrednictwem platformy Netflix, która wprowadziła go do swojego katalogu na całym świecie w dniu 20 grudnia 2019 roku. Wcześniej, od sierpnia do połowy listopada 2019 roku, był prezentowany w obiegu festiwalowym (m.in. na polskim festiwalu Camerimage), zaś pod koniec listopada 2019 r. rozpoczęto jego wyświetlanie w bardzo ograniczonej liczbie kin w Wielkiej Brytanii i USA. 
Zdjęcia do filmu realizowano w Argentynie i Rzymie (tam w studiu zbudowano m.in. dokładną kopię Kaplicy Sykstyńskiej), gdzie rozgrywa się jego akcja, ale również w Hiszpanii i Urugwaju.